# Autostrada A2 (Italien)
Die Autostrada A2 (italienisch für ‚Autobahn A2‘) oder auch Autostrada del Mediterraneo ist eine italienische Autobahn im Süden des Landes, die von Fisciano/Salerno (Kampanien) nach Villa San Giovanni/Reggio Calabria (Kalabrien) führt. Die A2 ist Bestandteil der Europastraße 45, Europastraße 90, Europastraße 841 495 km lang und mautfrei.
Ursprünglich führte diese Autobahn zwischen Neapel und dem südlichen Ende die Nummer A3; der Abschnitt südlich Salerno wurde jedoch im Dezember 2016 zur Nummer A2 geändert. Bis 1988 hatte die Autobahn zwischen Rom und Neapel die Nummer A2, die heute Teil der A1 ist, wodurch die Nummer A2 frei wurde.

## Bedeutung
Die A2 hat eine überaus große Bedeutung für den Süden Italiens, da sie die Hauptverbindung in die Hauptstadt Rom und den wirtschaftlich starken Norden des Landes darstellt. Zudem verkürzt sie die Fahrtzeit für die süditalienischen „Gastarbeiter“, die ihre Heimat besuchen wollen, erheblich. Die A2 hat Anschluss zur heutigen A3 bei Salerno und danach zur A30 (nach Caserta und weiter zur A1 nach Rom und Mailand; früher A2). Über die Ausfahrt Villa San Giovanni ist zudem die Insel Sizilien mittels einer Fähre in kurzer Zeit erreichbar. In Reggio Calabria trifft die A2 auf den RA4, Bestandteil der Europastraße 90.

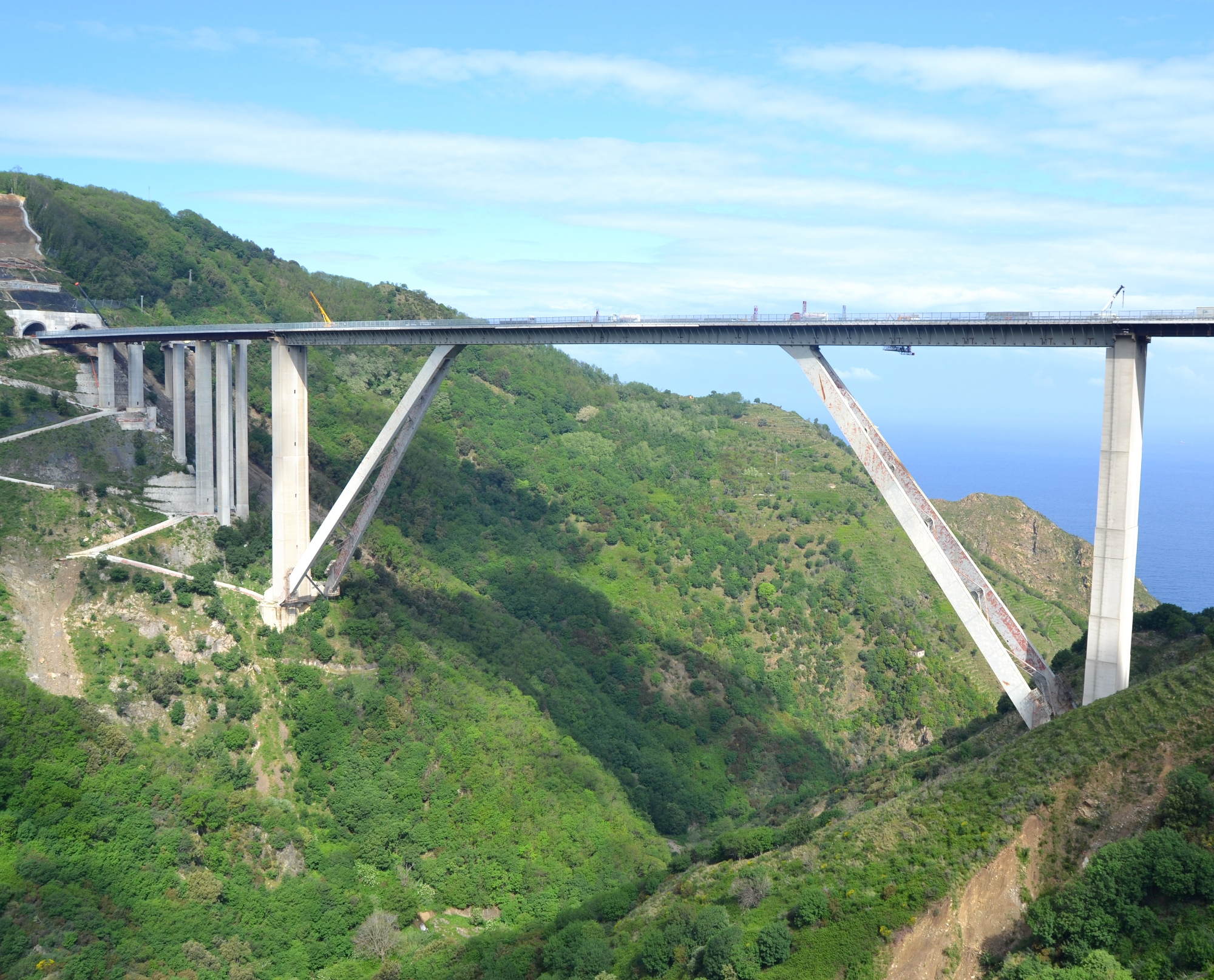
Viadotto Sfalassà

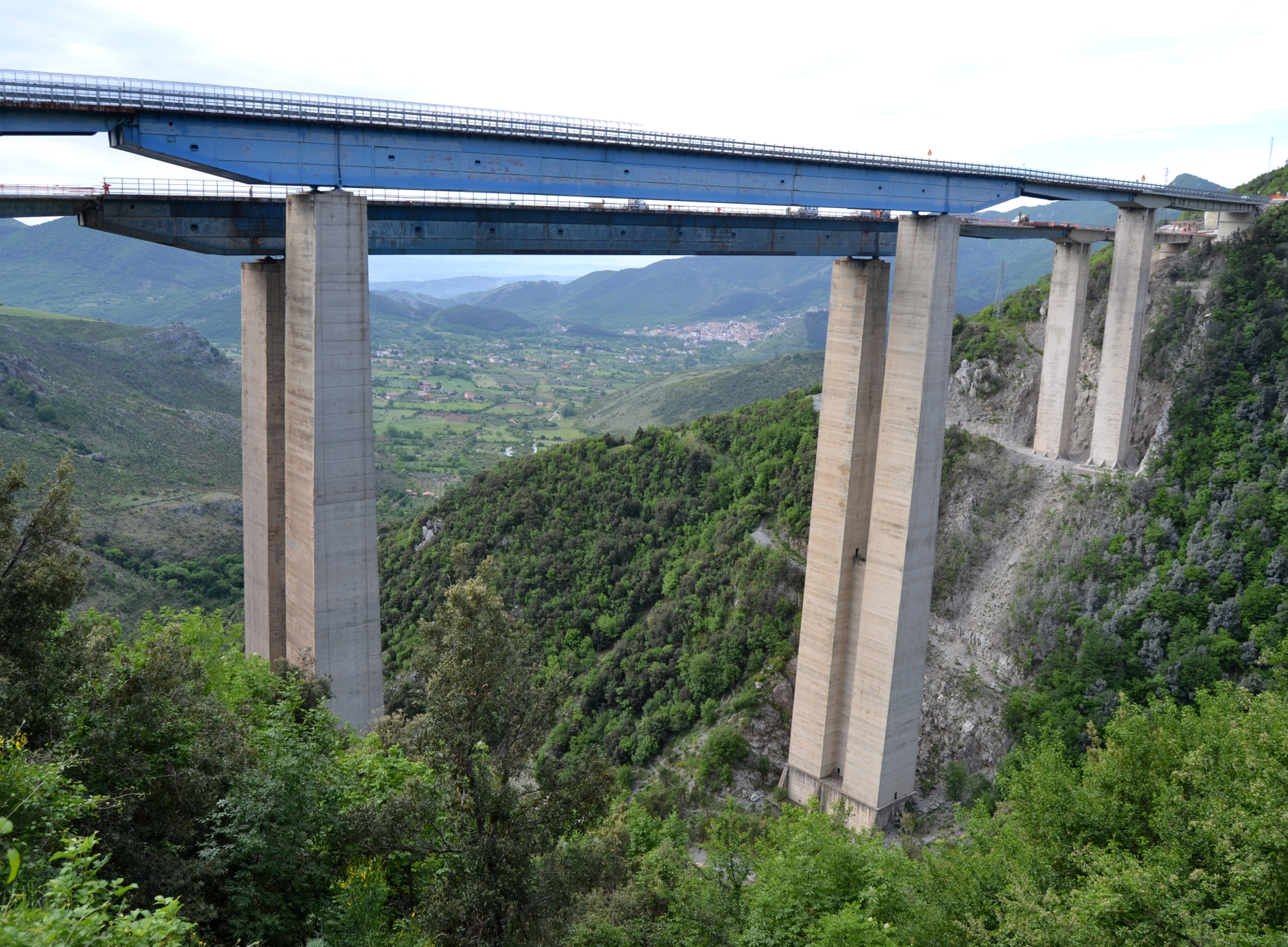
Viadotto Rago

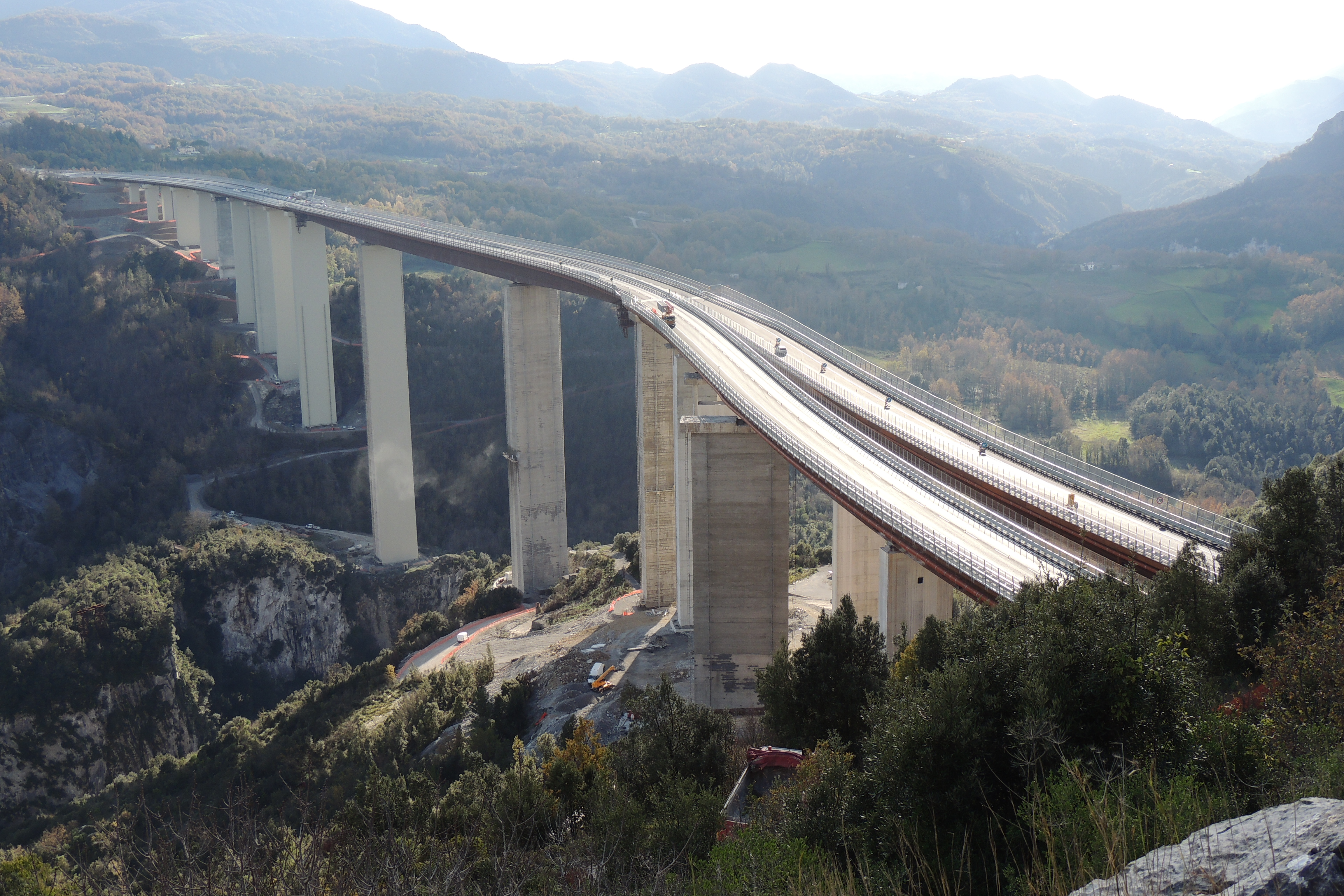
Viadotto Italia

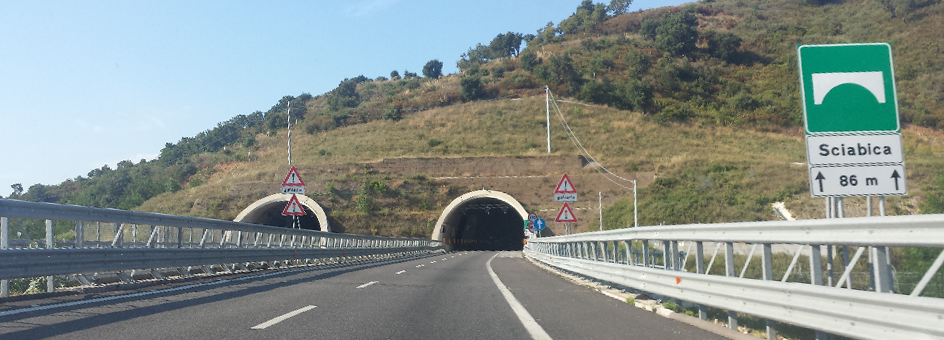
Sanierte Autobahnbrücke bei Nocera Terinese

## Geschichte
Die heutige A2 wurde zunächst als A3 geplant und gebaut. Der Bau der ursprünglichen Autostrada A3 begann 1962.
Als 1974 der bei weitem längste Abschnitt der Autobahn für den Verkehr freigegeben wurde (Salerno – Reggio Calabria, 443 km), wurde dies als größtes jemals vom italienischen Staat realisierte Werk gefeiert. Der Süden war nun endlich per Autobahn mit dem Norden verbunden – für die Benutzung musste noch nicht einmal eine Gebühr entrichtet werden. Im Zuge der A3 wurden einige der bedeutendsten Autobahnbrücken ihrer Zeit gebaut, wie zum Beispiel das Viadotto Italia, das Viadotto Sfalassà oder das Viadotto Rago.
Zwischenzeitlich war der Zustand dieses Abschnittes jedoch desolat. Es mussten ständig Modernisierungsarbeiten durchgeführt werden, die dazu führten, dass auf weiten Strecken der A2 nur eine Richtungsfahrbahn benutzbar war. Zudem war die Höchstgeschwindigkeit in den Baustellenbereichen auf z. T. 60 km/h oder gar 40 km/h heruntergesetzt, was die Reisezeit erheblich verlängerte. Hinzu kam eine Vielzahl an unbeleuchteten Tunneln, in denen stellenweise sich die Decke in einem schlechten Zustand befand, an scharfen Rechts- und Linkskurven, Schlaglöchern, fehlenden Leitplanken, fehlenden Pannenstreifen, veralteten und rostigen Straßenschildern sowie fehlenden Fahrbahnmarkierungen. Darüber hinaus erfüllten zahlreiche Anschlussstellen auf Grund ihrer zu kurzen oder gar nicht vorhandenen Beschleunigungs- und Verzögerungsspuren nicht mehr europäische Standards.

### Erneuerung ab 1997

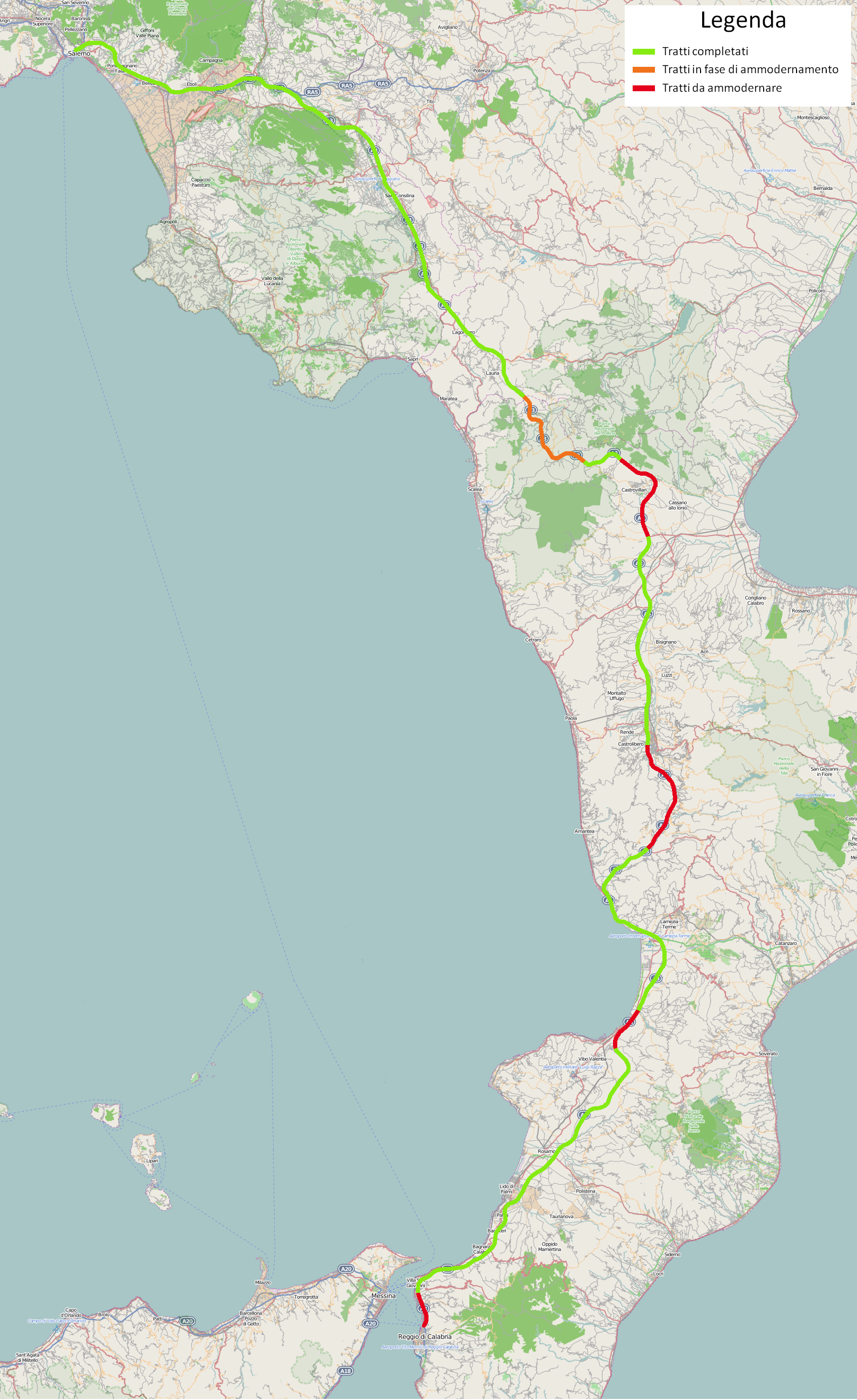
Autostrada A2 – Stand der Arbeiten im April 2015 (grün: fertiggestellt; orange: im Bau; rot: ausstehend)

Der desolate Zustand machte schließlich eine Generalüberholung bzw. – auf jenen Abschnitten, wo die gestiegenen Anforderungen dies verlangten – einen Neubau erforderlich. Streckenweise führt die neue A3 über eine andere Trasse als die alte aus den 1970er Jahren. Dabei erschweren die geographischen Gegebenheiten das Vorankommen. Neue Tunnels und neue Brücken müssen gebaut werden; enge Kurven werden durch einen größeren Radius entschärft; einzelne Anschlussstellen müssen den geltenden europäischen Standards angepasst werden.

#### Zeitplan
1997 begannen die Arbeiten. Damals war eine Fertigstellung bis 2003 geplant. Doch erst im Jahre 2008 wurde ein erster Hauptabschnitt, nämlich die sechsspurig ausgebaute Strecke von der Anschlussstelle Salerno bis nach Sicignano degli Alburni, für den Verkehr freigegeben. In den Folgejahren wurden weitere Teilabschnitte in Kalabrien saniert. Im Jahre 2009 hatte Pietro Ciucci, der damalige Präsident der italienischen Fernstraßenbehörde Azienda Nazionale Autonoma delle Strade (ANAS), verkündet, die A3 werde spätestens 2013 fertiggestellt sein. Dazu kam es jedoch nicht. Auch nach der Freigabe zweier weiterer Abschnitte im Juli 2014 waren noch Strecken von insgesamt 38 km Länge im Bau, der Ausbau von Strecken von insgesamt 69 km Länge stand noch aus. Im Jahre 2013 wurde das Jahr 2018 als Termin der Fertigstellung genannt. Die A3 galt inzwischen als das „bekannteste Beispiel“ für die Verzögerungen und Unvollkommenheiten bei der Ausführung öffentlicher Infrastrukturvorhaben in Italien.
Die A2 führt durch 190 Tunnel und über 480 Viadukte. Die höchste Brücke, das Viadotto Italia in der Provinz Cosenza ist mit einer Höhe von 259 Metern die zweithöchste Europas. Nach Abschluss der Arbeiten ist die A2 eine der ersten Smart Roads in Europa: Sie ist auf den ersten 100 Kilometern von Salerno nach Süden komplett verkabelt und mit Drahtlosinternet ausgerüstet. Als erste Autobahn Italiens soll sie das autonome Fahren ermöglichen. Einige letzte Baustellen wurden erst Ende 2017 geschlossen.

#### Kosten und Korruption
Von 1996 bis 2015 gab die ANAS für die Renovierung der A3 10,8 Milliarden Euro aus, für die Fertigstellung sind weitere 2,8 Milliarden Euro veranschlagt. Trotz der im europäischen Vergleich außerordentlich hohen Kosten von rund 26 Millionen Euro pro Kilometer wurde ein Großteil der bisherigen Arbeiten unzulänglich ausgeführt, so dass auch erneuerte Streckenabschnitte schon nach wenigen Jahren kaum noch verkehrstauglich sind. Das lag zum Teil an der mangelnden Bauaufsicht der ANAS, die bei den etwa 1.000 beauftragten Baufirmen und -konsortien den Überblick verlor. Dazu kam die Korruption in der ANAS, die sich auch auf die Vergabe von Bauaufträgen für die A3 erstreckte.
Die von 2001 bis 2008 tätige Untersuchungskommission des italienischen Parlamentes zur Durchleuchtung von Mafiastrukturen („Commissione parlamentare antimafia“, kurz: „Commissione antimafia“) befasste sich eingehend mit der A3. Sie bezeichnete diesen Autobahnbau sowie den des Hafens von Gioia Tauro als „Inbegriffe einer Modernisierung“ („metafore di una modernizzazione“) der Arbeitsweise der Organisierten Kriminalität. Die Anti-Mafia-Abteilung der Staatsanwaltschaft in Reggio Calabria bezeichnete die A3 als „das längste Beweisstück Italiens“. Ihre Ermittlungen zeigten, dass es der ’Ndrangheta in fast jeder Hinsicht (Planung, Auftragsvergabe, Personaleinsatz, Ausschaltung von Kontrollen) gelungen war, das Dauerprojekt A3 zu infiltrieren. Auch wurden Unternehmen bedroht und Schutzgelder verlangt: Im Gegenzug „garantierten“ die Clans die Sicherheit der Baustellen. Um ihren Forderungen Nachdruck zu verleihen, haben sie während der Bauzeit rund dreißig Morde begangen.
Bis Anfang 2016 wurden mehr als 70 Personen, darunter Unternehmer, Gewerkschafter und Lokalpolitiker, wegen Zusammenarbeit mit der ’Ndrangheta, Betrug, Korruption und anderer Straftaten bei der Erneuerung der A3 gerichtlich verurteilt. Francesco Emilio Borrelli, dem Fraktionsvorsitzenden der Grünen („Davvero Verdi“) im Regionalparlament von Kampanien (Consiglio Regionale della Campania), zufolge lasse sich an der A3 „beispielhaft aufzeigen, was in Italien alles schieflaufe: Bürokratie, Korruption, Infiltration durch die Mafia und das Desinteresse Roms am Süden“.

#### Umnummerierung
Am 22. Dezember 2016 wurde die ehemals als Autostrade del Sole bezeichnete A3 zwischen Salerno und Reggio Calabria in Autostrada del Mediterraneo mit der Nummer A2 umbenannt.

## Verlängerung der Autobahn
Der Autobahnzubringer RA2 soll zur Autobahn ausgebaut werden. Dabei werden die Fahrbahnen verbreitert und mit einem Standstreifen versehen. Des Weiteren soll die gesamte Strecke bei der Anschlussstelle Avellino est in die A16 münden. Dazu wird außerdem der Abschnitt der A2 zwischen den beiden Knoten mit der A30 und der A2dir NA 3-streifig pro Fahrtrichtung ausgebaut. Nach Abschluss der Bauarbeiten soll der gesamte RA2 zu einem Teilstück der A2 aufgestuft werden. Für diesen Abschnitt ist die Einführung einer Maut angedacht.

## Streckenführung

### Salerno – Cosenza
Die Autobahn A2 führt vom Autobahnkreuz Fisciano nördlich von Salerno zunächst am Osthang des Irnotals (gegenüber der am Gegenhang angelegten Bahnstrecke Salerno–Avellino–Benevento) bergab Richtung Süden bis zum Autobahnkreuz Salerno, ab welchem die Stadt östlich zwischen dem Massiv des Monte Stella und einem von der Küste aufsteigenden Bergrücken hinterfahren wird. Bei Pontecagnano ist die Küstenebene erreicht, die bei Eboli wieder hinein ins Seletal verlassen wird. Mit zahlreichen Kunstbauten wird diesem und danach dem Tanagrotal bis zur Wasserscheide ins Nocetal gefolgt. Dabei passiert die Autobahn auch den vergleichsweise ruhigen und breiten Talabschnitt des Vallo di Diano. Südlich von Lagonegro schmiegt sich die Autostrada an die Westabhänge des Monte Sirino in nahezu 900 m Seehöhe ü.A. und gelangt dann wieder mit zahlreichen Kunstbauten auf Höhenzügen hoch über Lauria in das Massiv der Serra Rotonda. Weiter geht es aus den Bergen der Basilikata nach Kalabrien bei Laino Borgo hinein, in dessen Nähe mit dem imposanten Viadotto Italia das Tal des Lao in 260 m Höhe überbrückt wird. Dann werden, an Mormanno vorbei, die zentralen Höhen des Nationalparks Pollino an deren Südabdachung ostwärts gewandt umfahren und damit schließlich hoch an dessen Nordseite das Tal des Coscile erreicht. Castrovillari wird dabei von der sich wieder südwärts wendenden Trasse östlich passiert und über dem und das Cosciletal ins Tal des Esaro bzw. weiter ins weite Cratital bis Cosenza gelangt.

### Cosenza – Reggio di Calabria
Cosenza wird am westlichen Talhang passiert und hernach über Längstäler in das Hügelland südlich der Stadt östlich des Monte Scudiero gelangt, aus dem die Trasse in das Tal des Savuto gelangt, in welchem sie wieder an die Küste bei Falerna Marina kommt. Ab hier läuft die Autostrada längs der Küste bzw. auch im Landesinneren über Lamezia Terme parallel zur Ferrovia Tirrenica Meridionale, der Bahnstrecke Salerno–Reggio di Calabria, bis etwa hoch über der Adriaküste bei Pizzo, wo die Autobahn nicht wie die Neubaustrecke der Eisenbahn bei Vibo Valentina, sondern östlich davon im bergigen Hinterland über Sant´Angelo di Gerocarne nach Rosarno und in die Ebene von Gioia Tauro. Südlich der Ebene wurde die Autostrada dann im Gegensatz zur Bahnstrecke zunächst im östlichen Küstenhinterland, ab der Höhe von Bagnara Calabra etwa mit zahlreichen Kunstbauten das Küstengebirge abfallend bis Villa San Giovanni und dann, abermals östlich der Bahnstrecke in der Küstenebene, bis nördlich von Reggio di Calabria angelegt.